# Mesogona conspersa
Mesogona conspersa är en fjärilsart som beskrevs av Franz Dannehl 1926. Mesogona conspersa ingår i släktet Mesogona och familjen nattflyn. Inga underarter finns listade i Catalogue of Life.